# Trudník tukový
Trudník tukový (Demodex folliculorum) je jedním ze dvou roztočů z čeledi trudníkovitých parazitujících na člověku. Druhým je trudník mazový. Jeden ani druhý druh většinou nepředstavuje pro svého hostitele, tedy pro člověka, větší hrozbu. Na rozdíl od nich trudník psí (Demodex canis) způsobuje psům línání a nákaza (lidově zvaná červená prašivina psů) může být pro psa fatální.

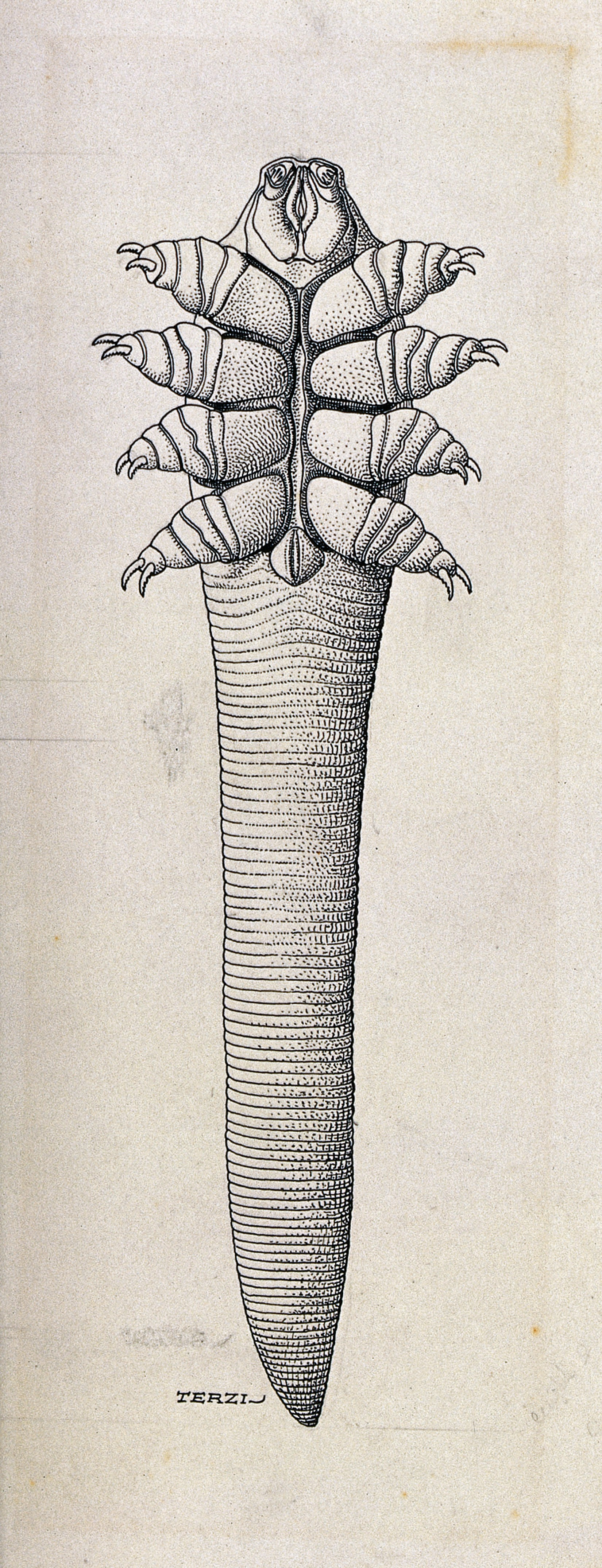
Demodex folliculorum; Amedeo John Engel Terzi, asi 1919, kresba perem a tuší

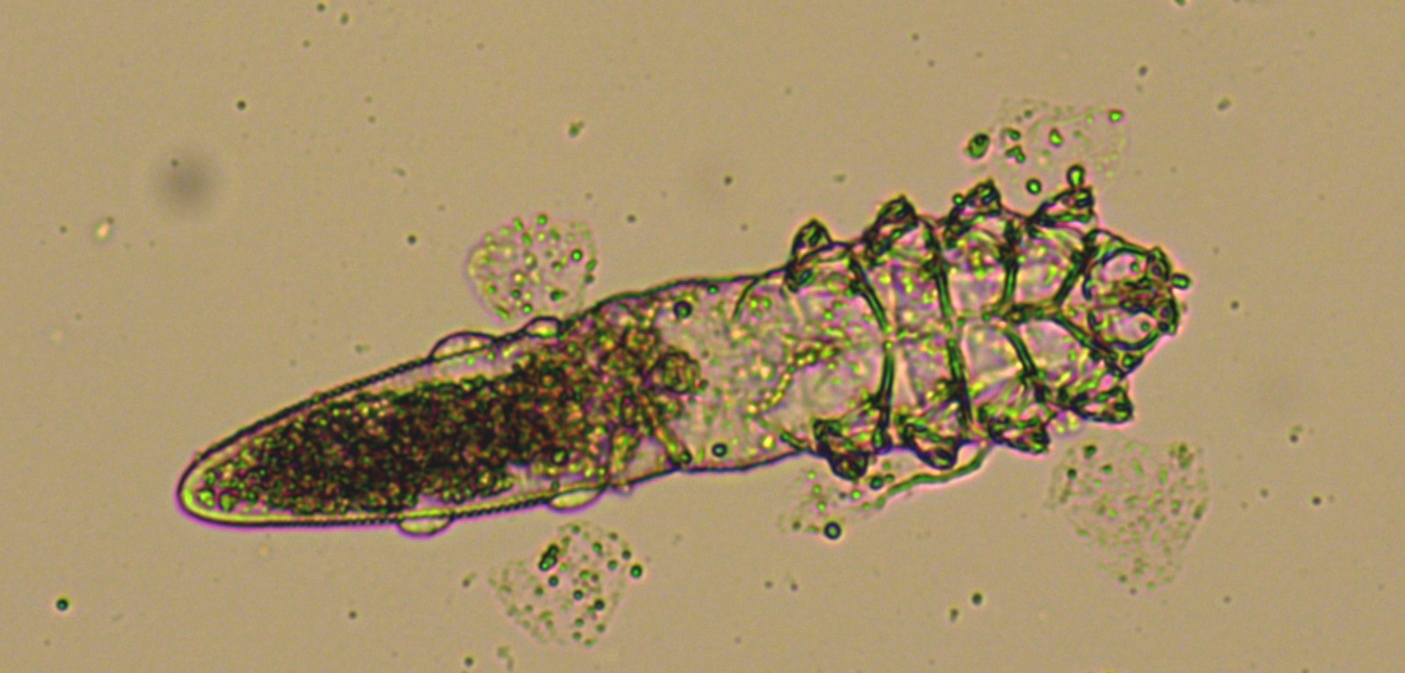

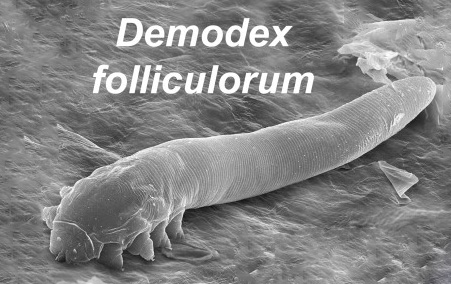

Zástupci rodu Demodex byli od roku 1841 nalezeni v 11 z 18 řádů placentálních savců, přičemž na většině hostitelských druhů parazitují dva druhy nebo více druhů rodu Demodex.

## Objev druhu
První zprávu o roztoči žijícím ve vlasových folikulech podal německý vědec Jakob Henle 6. prosince 1841. Jeho prezentace v Naturforschende Gesellschaft in Zürich (Curyšská společnost přírodních věd) však nevzbudila větší pozornost.
Roztoče trudníka tukového popsal německý dermatolog Gustav Simon v roce 1842 a nazval jej Acarus folliculorum. V roce 1843 anglický vědec Richard Owen pojmenoval rod Demodex. (Vědecký název Demodex pochází z řečtiny a odkazuje k prvnímu objevu roztoče v lidském zvukovodu; znamená něco jako „tukový vrtací červ“.) V roce 1963 rozdělila L. Akbulatova druh Demodex folliculorum na dva poddruhy, Demodex folliculorum longus a Demodex folliculorum brevis (menší trudník). V roce 1972 je Clifford Desch a William B. Nutting zařadili jako samostatné druhy.

## Popis
Trudník tukový je drobný specializovaný roztoč. Jeho protáhlé tělo doutníkovitého tvaru se čtyřmi páry zakrnělých nožek je dobře uzpůsobeno k životu ve folikulech. Gnathosoma má lichoběžníkovitý tvar. Trny na hřbetní straně základního článku palp jsou kolíkovité nebo na konci knoflíkovitě rozšířené. Podél podosomatu jsou rozloženy čtyři páry nohou. Samice má průměrnou délku 294 mikrometrů a samec je průměrně dlouhý 280 mikrometrů.
Nevoralová uvádí, že dospělý trudník tukový měří 0,3–0,4 mm (samička je nepatrně větší). Má protáhlé, poloprůhledné tělo, příčně pruhované, pokryté tvrdým skeletem se čtyřmi páry zakrnělých segmentovaných nožek.

## Životní cyklus
Vývoj trudníka tukového je nepřímý. Z vajíčka se líhne larva, ta se postupně mění v další pohyblivá stadia (zvaná protonymfa a tritonymfa) a v dospělce. Vývoj trvá okolo 14 dní.

## Výskyt, chování
Osídluje lumen lidských vlasových folikulů a vyšší části mazových žláz. Může se vyskytovat na jakémkoli místě v kůži lidského těla. Nejčastěji se však vyskytuje v oblasti tváří, brady, nosu, čela, spánků, řas, obočí, vnějšího ucha a horní části trupu, resp. (zad). Není však výjimkou postižení kapilicia, tzn. kštice (oblast vlasového porostu), zejména v oblasti plešaté části. Postižení jiných částí těla je výjimečné.
V jednom váčku mohou žít tři i více jedinců. Všichni jsou orientováni ústním ústrojím ke spodině váčku. Na histologických řezech je patrné poškození buněk epitelu, a proto se předpokládá, že se živí obsahem těchto buněk. Patogenita je minimální. Napadeno je 20 % až 100 % lidské populace. Statistické šetření normální populace v 60. letech 20. století v bývalém Československu ukázalo, že 23,6 % lidí bylo hostiteli trudníků.
Pravděpodobnost nákazy vzrůstá s věkem člověka, nad 60 let se uvádí průměrná nákaza přes 50 % populace. Šíří se například společným používáním ručníku. Někteří odborníci dávají výskyt trudníka do souvislosti s rozšířením akné a výskyt trudníků může mít za následek druhotnou bakteriální infekci.

## Léčba
V praxi se uplatnil krém s ivermektinem a po čase metronidazol.